# Цедлиц-Нейкирх, Октавио фон
Октавио Вильгельм Фридрих Отто Конрад фон Цедлиц-Нейкирх (6 декабря 1840, Глац, Силезия (ныне Клодзко, Польша) — 31 марта 1919, Берлин) — германский политик, депутат рейхстага и прусской Палаты депутатов.

## Биография
Октавио фон Цедлиц-Нейкирх окончил гимназию в Глаце, затем учился в Легницком училище для детей силезских дворян. Юридическое образование получил в Гейдельбергском университете, после его окончания с 1860 года был чиновником на гражданской службе. Во время войны 1866 года служил в звании лейтенанта в 4-м гусарском полку и был тяжело ранен при Кёниггреце. В 1867 году сдал экзамен на асессора и с 1868 года был ландратом в Крез-Сагане. Во время Франко-прусской войны в 1870—1871 годах был унтерпрефектом в Сент-Квентине, в 1871—1874 годах членом рейхстага, с 1874 года в рейхсканцелярии, а с 1877 по 1918 год состоял депутатом в прусском ландтаге. В 1876 году был сотрудником министерства торговли, в 1881 году — министерства общественных работ. В 1899 году возглавил Морской банк и в том же году Прусский государственный банк.
Принадлежал к Свободно-консервативной (имперской) партии, в рядах которой являлся одним из виднейших ораторов; его часто называли «серым кардиналом» партии, а с 1907 по июль 1918 года он являлся её руководителем. По большей части он вместе со всей партией поддерживал правительство, но по многим вопросам вёл себя независимо; так, он являлся в ландтаге одним из главных сторонников биметаллизма. 
В 1892 году Октавио фон Цедлиц-Нейкирх выступил решительным противником клерикального школьного проекта министра народного просвещения графа Цедлица. В 1899 году, поддерживая правительство в его германизаторской политике в Шлезвиге и Познани, он считал, однако, большой ошибкой возбуждение дисциплинарного преследования против профессора Дельбрюкка, напечатавшего статью против высылок датчан из Шлезвига. В том же 1899 году выступил с рядом статей в «Post» и «Preussische Jahrbücher» против прусских каналов, на которых настаивало правительство; в наказание за это он был уволен с государственной службы (оставшись депутатом).